# Salvador Gabarró i Serra
 Salvador Gabarró i Serra (Sant Guim de Freixenet, 12 d'octubre de 1935 - Barcelona, 17 de març de 2017) fou un enginyer industrial i empresari català.

## Biografia
Era Doctor Enginyer Industrial per la Universitat Politècnica de Catalunya i diplomat en Alta Direcció per l'IESE.
Va estudiar el batxillerat a La Salle Bonanova, després d'un període d'un any a Perfumería Parera, S.A., va ingressar a la Compañía Roca Radiadores, S.A., on va ser nomenat director general de Producció, el 1969, i gerent, el 1974. Va ocupar aquest càrrec fins al novembre de l'any 2000, en què, complerts els 65 anys, es va retirar.
Va ser vicepresident del Cercle d'Economia, que va acabar presidint entre el 1999 i el 2002. Va ser nomenat conseller de Gas Natural el juliol del 2003 i president l'octubre del 2004. El 2007 se li va concedir la medalla d'honor de la Cambra de Comerç de Barcelona. Abans, el 2006, va rebre la Clau de Barcelona. El març del 2009, després de l'entrada de Gas Natural en el capital d'Unión Fenosa, va passar a ocupar la presidència de l'elèctrica. El setembre d'aquell mateix any, va liderar la fusió de Gas Natural i d'Unión Fenosa. Fins al juny de 2014, va ser vicepresident primer de “la Caixa” i vicepresident de la Fundació “la Caixa”.
Fou conseller de CaixaBank, membre de la Comissió d'Auditoria i control de Caixabank i president de la Fundació Gas Natural Fenosa.
L'abril de 2010 fou guardonat amb la Creu de Sant Jordi de la Generalitat de Catalunya.
| Empresa                      | Càrrec    |
| ---------------------------- | --------- |
| Gas Natural                  | President |
| Unión Fenosa                 | President |
| Fundación Gas Natural Fenosa | President |
| CaixaBank                    | Conseller |